# Абу Хашим Абдуллах
Абу Хашим Абдуллах ибн Мухаммад (араб. ﺍﺑﻮ ﻫﺎﺷﻢ ﻋﺒﺪ الله ﺑﻦ ﻣﺤﻤﺪ‎; ум. до 703 г., Хунейма) — шиитский лидер, сын Мухаммада ибн аль-Ханафии, которого он сменил на посту главы шиитов-кайсанитов.

## Биография
Примерно через два десятилетия после смерти пророка Мухаммада начало складываться шиитское движение. Его сторонники считали, что двоюродный брат Пророка Али ибн Абу Талиб и его потомки гарантировали продолжение, казалось бы, потерянного пророческого руководства. Али и его сыновья Хасан и Хусейн стали рассматриваться как харизматичные лидеры, которые должны сплотить вокруг себя верующих. Однако, им не удалось добиться должного результата в своей политической деятельности. Мухаммад ибн аль-Ханафия, ещё один сын и сводный брат Хасана и Хусейна, не принимал никакого активного участия в войнах, которые вёл ради него аль-Мухтар ас-Сакафи. Тщательное изучение исходного материала доказывает, что к концу первого века хиджры Алиды больше не руководили шиитским движением. Более того, в их руководстве были шииты, которые использовали почётные имена Алидов для своих религиозных и политических целей.
Сын Мухаммада ибн аль-Ханафийя, Абу Хашим Абдуллах играл важную роль в шиитском движении, хотя вряд ли он был вовлечён в эту борьбу. Источники указывают на то, что Абу Хашим провёл часть своей жизни в Сирии. Сообщается, что несколько шиитских групп считали его своим лидером, но нет никаких подробностей относительно характера его руководства. По некоторым данным, Абу Хашим умер вскоре после визита во двор Омейядов. Масуди считает, что Абу Хашим умер во время правления Абдул-Малика (685—705). По другим данным, Абдуллах ибн Харис (ум. 703) принял участие в церемонии похорон Абу Хашима, что говорит о том, что Абу Хашим умер не позже 703 года. Некоторые исторические и ересиографические источники сообщают, что Абу Хашим с группой шиитов пошёл ко двору Сулеймана ибн Абдул-Малика, который испугавшись его мудрости и власти, отравил Абу Хашима на обратном пути. Почувствовав приближающуюся смерть, Абу Хашим сделал крюк к Хумайме, недалеко от резиденции Аббасидов, где он умер после того, как завещал свои права на имамат Мухаммаду ибн Али. Эта история была в целом воспринята в качестве выдуманной в пользу Аббасидов. Тем не менее, смерть Абу Хашима совпала с выходом из тени Аббасидов и подчинением им иракских шиитов.
После 718 года шиитское движение снова начало процветать, и только в этот период Абу Хашим стал важной фигурой для нескольких шиитских групп, которые считали его последним законным владельцем шиитского наследия. Лидеры этих групп, среди них Аббасид Мухаммад ибн Али и основатель недолговечного государства Хашимитов в Фарсе (746) Алид Абдуллах ибн Муавия утверждали, что обладают завещанием Абу Хашима, которая могла бы дать правовую основу для их стремления к власти. Из текста завещания, используемого аббасидской пропагандой, мы узнаём, что 718 год рассматривался как решающий поворотный момент, после которого эсхатологические толкования этих шиитских групп должны были быть воплощены. Благодаря этой концепции, дата смерти Абу Хашима и содержание его предполагаемого завещания было отложено до времени непосредственно перед окончанием первого исламского столетия. Когда Аббасиды упрочили свою власть, они вскоре отказались от этой идеи, чтобы не дать Алидам права быть законными наследниками по завещанию Абу Хашима. Лишь несколько малозначимых групп в течение некоторого времени претендовали на звание наследников Абу Хашима.